# فؤاد افضل خان
فؤاد افضل خان (اردو: فواد افضل خان؛ زادهٔ ۲۹ نوامبر ۱۹۸۱) بازیگر سینما و تلویزیون، تهیه کننده، خواننده و مدل اهل کشور پاکستان است. وی از سال ۲۰۰۰ میلادی تاکنون مشغول فعالیت بوده‌است.یک پشتون نورزی است۔

## فیلمشناسی
از فیلم‌هایی که وی در آن نقش داشته‌است می‌توان به به نام خدا، زیبارو و کاپور و پسران و قلب سخت اشاره کرد.